# Neobisium golovatchi
Espèce
Neobisium golovatchi est une espèce de pseudoscorpions de la famille des Neobisiidae.

## Distribution
Cette espèce est endémique du kraï de Krasnodar en Russie. Elle se rencontre vers Lazarevskoïe.

## Étymologie
Cette espèce est nommée en l'honneur de Sergei Ilyich Golovatch.

## Publication originale
- Schawaller, 1983 : Pseudoskorpione aus dem Kaukasus (Arachnida). Stuttgarter Beitraege zur Naturkunde Serie A (Biologie), no 362, p. 1-24 (texte intégral).